# William Douglas Humia Menezes
William Douglas Humia Menezes, detto Douglas (Belo Horizonte, 1º marzo 1963), è un ex calciatore brasiliano, di ruolo centrocampista.

## Caratteristiche tecniche
Giocava come centrocampista difensivo.

## Carriera

### Club
Cresciuto nelle giovanili del Cruzeiro fu promosso in prima squadra a 19 anni. Nonostante la squadra vivesse un periodo povero di vittorie Douglas entrò comunque nelle grazie dei tifosi. Trasferitosi nel 1988 per giocare prima nella Portuguesa e successivamente allo Sporting Lisbona, tornò al Cruzeiro nel 1992, per fare parte della squadra soprannominata "Dream Team" e vinse la Supercoppa Sudamericana.

### Nazionale
Con la Nazionale di calcio del Brasile fu convocato per la Copa América 1983 e giocò alla Copa América 1987. In tutto ha collezionato 11 presenze con la maglia del Brasile.

## Palmarès

### Club

#### Competizioni statali
- Campionato Mineiro: 4

Cruzeiro: 1984, 1987, 1992, 1994

#### Competizioni nazionali
- Coppa del Brasile: 1

Cruzeiro: 1993

#### Competizioni internazionali
- Supercoppa Sudamericana: 1

Cruzeiro: 1992

### Nazionale
- Giochi panamericani: 1

Indianapolis 1987